# Mary Katherine Herbert
Mary Katherine Herbert (también conocida como Maureen) (1 de octubre de 1903 - 23 de enero de 1983), cuyo nombre en clave era Claudine, fue una espía irlandesa, agente de la organización clandestina Special Operations Executive (SOE) del Reino Unido durante la Segunda Guerra Mundial en Francia. El objetivo del SOE era llevar a cabo actividades de espionaje, sabotaje y reconocimiento en los países ocupados por las potencias del Eje, especialmente la Alemania nazi. Los agentes del SOE se aliaban con grupos de la resistencia y les suministraban armas y material lanzados en paracaídas desde Inglaterra.
Herbert fue la única agente femenina conocida del SOE que tuvo un hijo mientras trabajaba en Francia durante la guerra. 

## Biografía
Herbert nació en Irlanda, hija del General de Brigada Edmund Herbert. Tenía un título universitario en arte y hablaba francés, español, italiano, alemán y árabe. Al estallar la guerra, Herbert trabajaba en la embajada británica en Varsovia. Más tarde fue traductora civil en el Ministerio del Aire en Londres. Se incorporó a la WAAF en RAF Innsworth el 19 de septiembre de 1941 como empleada de tareas generales e inteligencia. Fue liberada de la WAAF, a petición propia, para poder unirse al SOE en marzo de 1942. Herbert fue la primera oficial de la WAAF que se ofreció voluntaria para el SOE. A los 39 años, era mayor que la media de las agentes del SOE.Era alta y delgada, con el pelo rubio, muy religiosa y tenía la virtud, en opinión del SOE, de pasar desapercibida.

## Ejecutiva de Operaciones Especiales
Herbert se formó como mensajera con el segundo grupo de mujeres agentes del SOE, entre las que se encontraban Odette Sansom, Jacqueline Nearne y Lise de Baissac. Tras su formación, viajó en submarino desde Inglaterra hasta Gibraltar, y luego en falucho, desembarcando en la costa sur de Francia la noche del 31 de octubre de 1942. Se reunió con otros agentes del SOE en Cannes y luego siguió en tren hasta Burdeos, donde se reunió con Claude de Baissac, el jefe de la red Scientist del SOE. Scientist era una de las redes más prometedoras del SOE, que organizaba y armaba grupos de resistencia y llevaba a cabo operaciones de inteligencia en una amplia zona del suroeste de Francia. Como mensajero, Herbert viajaba mucho en bicicleta y en tren, sirviendo de enlace con los distintos grupos de la Resistencia francesa, llevando mensajes, documentos, dinero y piezas inalámbricas, actuando como apartado de correos para los miembros de la red y buscando pisos francos y posibles reclutas. En una ocasión, cuando se esforzaba por transportar un pesado aparato inalámbrico en una maleta, un caballeroso oficial alemán lo subió por ella a un tren. Durante sus viajes, Herbert entabló amistad con Lise, la hermana de Baissac, que era agente del SOE en Poitiers.
En junio de 1943, los alemanes penetraron en la red Prosper en París y arrestaron a muchos agentes del SOE y a cientos de sus contactos franceses. Como Scientist tenía vínculos con Prosper, los alemanes también desmantelaron Scientist, y los agentes del SOE, incluido Herbert, pasaron a la clandestinidad. De Baissac solicitó o recibió la orden de regresar a Inglaterra para evitar ser detenido y él y su hermana Lise, volaron de vuelta en un Westland Lysander desde un aeródromo clandestino la noche del 16 al 17 de agosto. Para entonces, Herbert estaba embarazada y Roger Landes, el eficaz operador inalámbrico de la red Scientist, estaba furioso porque de Baissac se había llevado a su hermana con él a Inglaterra y había dejado atrás a Mary Herbert.
Herbert había ocultado su embarazo hasta que supo que de Baissac no volvería a Burdeos. Se lo comunicó a Landes, quien le ordenó que cesara toda actividad clandestina y la instaló en una residencia de ancianos en los suburbios de Burdeos, donde tuvo una hija a la que llamó Claudine a principios de diciembre de 1943. Con su hija abandonó la residencia y se instaló en un apartamento de Poitiers que había alquilado Lise de Baissac.

## Detención
El 18 de febrero de 1944, Herbert fue detenida en su apartamento de Poitiers. La Gestapo alemana había descubierto que Lise de Baissac era una agente del SOE y que el apartamento le había sido alquilado. En un principio, los alemanes pensaron que Herbert era de Baissac. Los alemanes encarcelaron a Herbert y dejaron al bebé con su criada. Los servicios sociales franceses llevaron al niño a un orfanato. Durante el interrogatorio, Herbert mantuvo su tapadera y negó conocer a de Baissac. Dijo que su acento francés se debía a que había vivido en Egipto y hablaba árabe. Declaró su inocencia diciendo que no sabía nada de la mujer que había alquilado el apartamento antes que ella, que sólo había estado allí unas semanas y que era poco probable que una agente del SOE acabara de dar a luz a un bebé.
En la cárcel, Herbert estuvo 24 horas incomunicada, pero por lo demás no recibió malos tratos. La prisión estaba «muy limpia y las reclusas se bañaban todos los sábados». Fue liberada en Pascua y le devolvieron sus pertenencias, excepto un anillo. Volvió a la cárcel al día siguiente y le devolvieron el anillo "con disculpas". La búsqueda de su hija fue larga, pero finalmente la encontró en el convento y convenció a las monjas de que había sido detenida injustamente y le devolvieron a la niña.
Herbert y su hija Claudine se mudaron a una casa de campo cerca de Poitiers. En septiembre de 1944, Claude y Lise de Baissac estaban de vuelta en Francia, ya liberada del control alemán, como parte de la misión Judex, cuyo objetivo era localizar a agentes del SOE perdidos y capturados y a los franceses que les habían ayudado. El SOE había perdido todo contacto con Herbert. Los de Baissac siguieron el rastro de Herbert desde Burdeos hasta Poitiers y la encontraron a ella y a su hija viviendo en una granja. Regresaron a Inglaterra con Herbert y Claudine. De Baissac se casó con Herbert el 11 de noviembre de 1944, pero al parecer sólo fue un matrimonio de conveniencia, ya que la pareja no vivía junta.
De Baissac y Herbert se divorciaron en 1960. Herbert compró una pequeña casa en Frant, Sussex y daba clases de francés para ganarse la vida. Su hija Claudine emigró a los Estados Unidos y se casó con un piloto de aerolínea. Herbert murió con su hija a su lado el 23 de enero de 1983 de neumonía.

## Reconocimientos
Herbert fue condecorada con la Croix de Guerre por Francia, pero a diferencia de muchos de sus compañeros del SOE, no recibió ninguna condecoración británica.
| Estrella 1939–1945 | Estrella de Francia y Alemania | Medalla de Guerra | Cruz de Guerra (Francia) | Cruz de Guerra (Francia) |